# Ryan Coogler
Ryan Kyle Coogler(Oakland, California; 23 de mayo de 1986) es un director y guionista estadounidense. Es conocido en la industria por su trabajo como director de las películas Creed y Black Panther.

## Carrera
Su primer largometraje, Fruitvale Station (2013), se volvió un éxito de crítica, ganando el Grand Jury Prize y el Audience Award al drama estadounidense en el Festival de Cine de Sundance de 2013. En el 2015 dirigió y coescribió la séptima película en la saga de Rocky, Creed (2015), donde no solo volvió a trabajar con el actor Michael B. Jordan, sino que logró un éxito taquillero y crítico.
En el 2018, estrenó su tercer largometraje y primera superproducción de alto presupuesto, Black Panther, basado en el personaje homónimo de Marvel Comics. Es considerada una de las mejores del Universo cinematográfico de Marvel, principalmente por su contención de elemento africanos.[cita requerida]

## Filmografía
| Año  | Película                       | Director | Productor | Guionista |
| ---- | ------------------------------ | -------- | --------- | --------- |
| 2013 | Fruitvale Station              | Sí       | No        | Sí        |
| 2015 | Creed                          | Sí       | No        | Sí        |
| 2018 | Black Panther                  | Sí       | No        | Sí        |
| 2018 | Creed 2                        | No       | Sí        | No        |
| 2020 | Judas and the Black Messiah    | No       | Sí        | No        |
| 2021 | Space Jam: A New Legacy        | No       | Sí        | Sí        |
| 2022 | Black Panther: Wakanda Forever | Sí       | No        | Sí        |
| 2025 | Sinners                        | Sí       | Sí        | Sí        |

## Premios y distinciones
| Año  | Premio                                           | Categoía                                    | Trabajo           | Resultado |
| ---- | ------------------------------------------------ | ------------------------------------------- | ----------------- | --------- |
| 2013 | Austin Film Critics Association                  | Best First Film                             | Fruitvale Station | Ganador   |
| 2013 | Boston Online Film Critics Association           | Best New Filmmaker                          | Fruitvale Station | Ganador   |
| 2013 | Festival Internacional de Cine de Cannes de 2013 | Mejor ópera prima de Un Certain Regard      | Fruitvale Station | Ganador   |
| 2013 | Festival Internacional de Cine de Cannes de 2013 | Grand Prix d'Un Certain Regard              | Fruitvale Station | Nominado  |
| 2013 | Festival Internacional de Cine de Cannes de 2013 | Caméra d'Or                                 | Fruitvale Station | Nominado  |
| 2013 | Chicago Film Critics Association                 | Most Promising Filmmaker                    | Fruitvale Station | Nominado  |
| 2013 | Detroit Film Critics Society                     | Best Breakthrough                           | Fruitvale Station | Nominado  |
| 2013 | Gotham Awards                                    | Bingham Ray Breakthrough Director Award     | Fruitvale Station | Ganador   |
| 2013 | Las Vegas Film Critics Society                   | Breakout Filmmaker of the Year              | Fruitvale Station | Ganador   |
| 2013 | Nantucket Film Festival                          | Vimeo Award for Best Writer/Director        | Fruitvale Station | Ganador   |
| 2013 | National Board of Review                         | Best Directorial Debut                      | Fruitvale Station | Ganador   |
| 2013 | New York Film Critics Online                     | Best Debut Director                         | Fruitvale Station | Ganador   |
| 2013 | Phoenix Film Critics Society                     | Breakthrough Performance Behind the Camera  | Fruitvale Station | Nominado  |
| 2013 | San Francisco Film Critics Circle                | Marlon Riggs Award                          | Fruitvale Station | Ganador   |
| 2013 | Sundance Film Festival                           | Audience Award: U.S. Dramatic               | Fruitvale Station | Ganador   |
| 2013 | Sundance Film Festival                           | Grand Jury Prize: U.S. Dramatic             | Fruitvale Station | Ganador   |
| 2014 | Black Reel Awards                                | Outstanding Director                        | Fruitvale Station | Nominado  |
| 2014 | Black Reel Awards                                | Outstanding Screenplay, Adapted or Original | Fruitvale Station | Nominado  |
| 2014 | Central Ohio Film Critics                        | Breakthrough Film Artist                    | Fruitvale Station | Nominado  |
| 2014 | Independent Spirit Awards                        | Best First Feature                          | Fruitvale Station | Ganador   |
| 2014 | NAACP Image Awards                               | Outstanding Directing in a Motion Picture   | Fruitvale Station | Nominado  |
| 2014 | Satellite Awards                                 | Honorary Satellite Award                    | Fruitvale Station | Ganador   |
| 2015 | African-American Film Critics Association        | Best Director                               | Creed             | Nominado  |
| 2015 | Indiana Film Journalists Association             | Best Director                               | Creed             | Nominado  |
| 2015 | Las Vegas Film Critics Society                   | Best Director                               | Creed             | Nominado  |
| 2015 | Los Angeles Film Critics Association             | New Generation Award                        | Creed             | Ganador   |
| 2015 | NAACP Image Award                                | Outstanding Directing in a Motion Picture   | Creed             | Ganador   |
| 2015 | NAACP Image Award                                | Outstanding Writing in a Motion Picture     | Creed             | Ganador   |
| 2015 | New York Film Critics Online                     | Best Director                               | Creed             | Nominado  |
| 2016 | Empire Awards                                    | Best Director                               | Creed             | Nominado  |
| 2018 | Saturn Award                                     | Mejor director                              | Black Panther     | Ganador   |
| 2018 | Saturn Award                                     | Mejor guion de cine (with Joe Robert Cole)  | Black Panther     | Nominado  |